# Siechenmantel

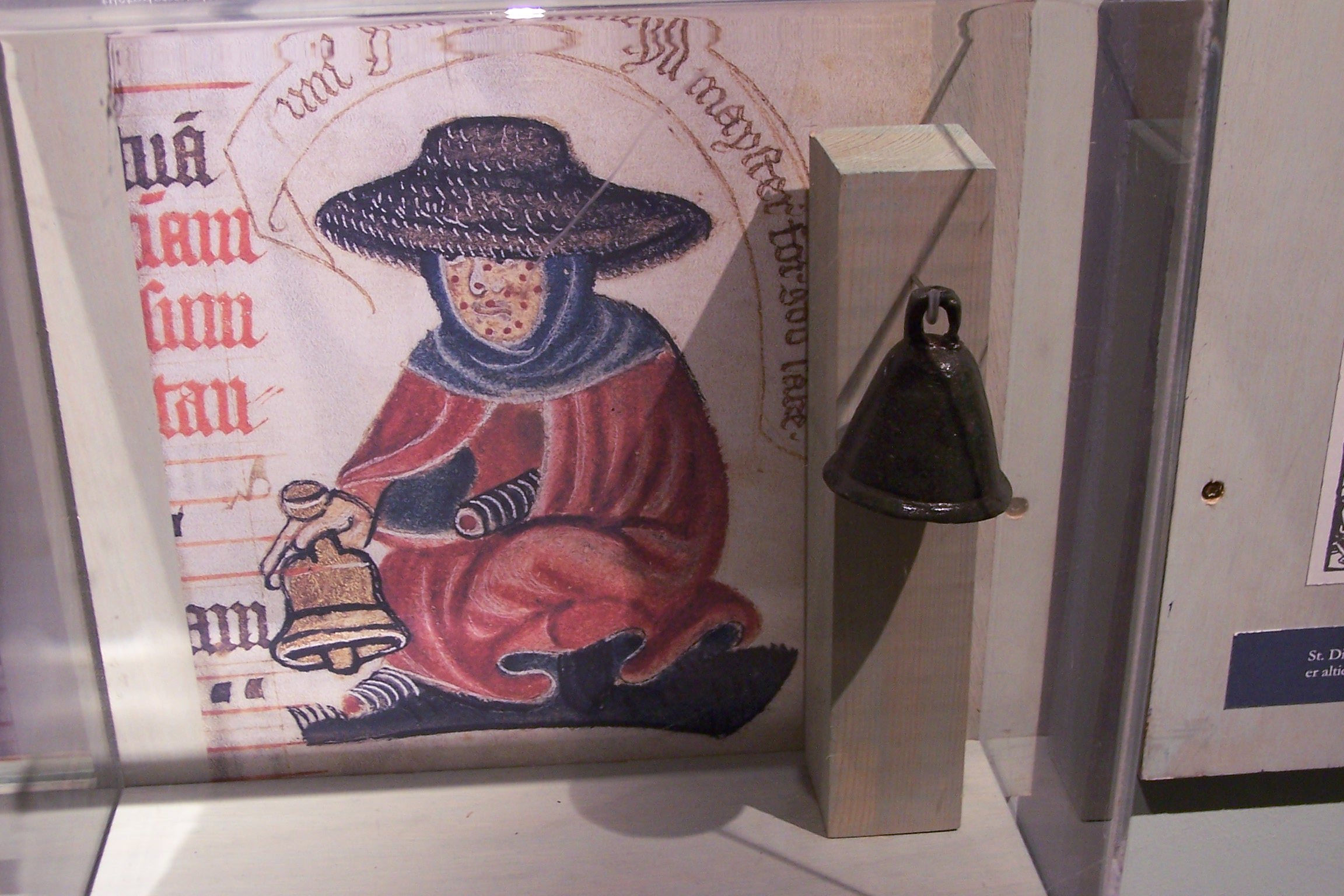
Darstellung eines Leprakranken im Museum Ribes Vikinger in Ribe, (Dänemark)

Ein Siechenmantel war ein Bekleidungsstück eines an Lepra erkrankten Menschen. Der Mantel musste als Erkennungszeichen getragen werden, um Gesunde vorzuwarnen. Neben diesem optischen Warnsignal gab es auch akustische Warnsignale; zum Beispiel eine Warnklapper, ein Horn, ein Glöckchen oder eine Schelle. Eine übliche Tracht bestand aus dem Siechenmantel (häufig weiß oder schwarz), einer Kniehose, einer Joppe, einem großen Hut und weißen Handschuhen. 